# Ella-Rae Smith

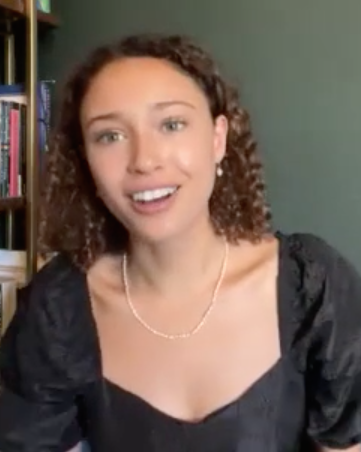
Ella-Rae Smith, 2022

Ella-Rae Kirby-Smith (* 21. Februar 1998 in Bristol) ist eine englische Schauspielerin und ein Model.

## Leben
Ella-Rae Smith wurde im Alter von 13 Jahren bei einer Klassenfahrt nach Paris auf den Champs Élysées entdeckt, wirkte 2013 erstmals in einem Kurzfilm (Kitty Litter) mit und unterschrieb im Alter von 16 Jahren ihren ersten Modelvertrag.
2016 wirkte Smith in 2 Episoden der Fernsehserie Marley’s Ghosts mit und hatte 2017 ihre erste Nebenrolle in einem Spielfilm (Butterfly Kisses). Ein Jahr später spielte sie erneut eine kleine, aber nicht unbedeutende Nebenrolle in dem Spielfilm The Commuter. Dort ist sie eine wichtige Zeugin in einem Mordfall, die zunächst nur unter dem Decknamen „Prynne“ bekannt ist, in Wirklichkeit Sofia heißt und liquidiert werden soll.
In den Jahren 2018 und 2019 gehörte Smith zur Stammbesetzung in 16 Episoden der Fernsehserie Into the Badlands und 2019 spielte sie die weibliche Hauptrolle in dem Spielfilm 2:Hrs.

## Filmografie (Auswahl)

### Spielfilme
- 2017: Butterfly Kisses
- 2018: The Commuter (The Commuter)
- 2018: Boogie Man
- 2018: 2:Hrs
- 2019: Fast & Furious: Hobbs & Shaw (Fast & Furious Presents: Hobbs & Shaw)
- 2021: Sweetheart
- 2021: Seance (Seance)
- 2022: The Lost Girls
- 2022: Into The Deep – Dunkles Geheimnis[3] (Into The Deep)
- 2024: My Bloody Galentine

### Kurzfilme
- 2013: Kitty Litter
- 2015: You May Begin
- 2018: The Academy
- 2018: Heart’s Ease
- 2018: Dead Birds
- 2020: The Existential Hotline
- 2022: Blood Rites

### Serien
- 2016: Marley’s Ghosts (2 Episoden)
- 2017: Clique (6 Episoden)
- 2018–2019: Into the Badlands (Into the Badlands, 16 Episoden)
- 2019: The Witcher (Episode 1x04)
- 2020: Ich schweige für dich (The Stranger, 8 Episoden)
- 2022: Gefährliche Liebschaften (Dangerous Liaisons, Episode 1x07)
- 2023: Foundation (8 Episoden)
- 2024: Zwei an einem Tag (One Day, Episode 1x03)